# Мати і тримати (фільм)
Мати і тримати (англ. To Have and to Hold) — американська пригодницька драма режисера Джорджа Мелфорда 1916 року.

## Сюжет
Леді Джоселін, фаворитка короля Англії Джеймса, уникає примусового шлюбу з ненависним лордом Карналом і втікає в американську колонію. Там вона зустрічає і одружується з капітаном Ральфом Персі. Лорд Карнал переслідує леді Джоселін і її нового чоловіка, в кінцевому результаті усі потрапляють в аварію на безлюдному острові. Шайка піратів знаходить їх там, і капітан Персі переконує постраждалих, що він сам є горезвісним піратом. Але лорд Карнал розкриває справжнє обличчя Персі.

## У ролях
- Мей Мюррей — леді Джоселін
- Воллес Рід — капітан Персі
- Том Форман — лорд Карнал
- Рональд Бредбері — Джеремі Спарров
- Реймонд Гаттон — Ніколо
- Джеймс Нілл — Джордж Ярдлі
- Люсьєн Літтлфілд — король Англії Джеймс
- Боб Флемінг — Ред Гілл
- Камілль Естор — Петінс Ворт